# Combretum mucronatum
Combretum mucronatum là một loài thực vật có hoa trong họ Trâm bầu. Loài này được Schumach. & Thonn. mô tả khoa học đầu tiên năm 1827.